# Lomographa distans
Lomographa distans là một loài bướm đêm trong họ Geometridae.